# Pellionia incisoserrata
Pellionia incisoserrata är en nässelväxtart som först beskrevs av H. Schröter, och fick sitt nu gällande namn av Wen Tsai Wang. Pellionia incisoserrata ingår i släktet Pellionia och familjen nässelväxter. Inga underarter finns listade i Catalogue of Life.